# Жанажольський сільський округ (Жангалинський район)
Жанажо́льський сільський округ (каз. Жаңажол ауылдық округі, рос. Жанажольский сельский округ) — адміністративна одиниця у складі Жангалинського району Західноказахстанської області Казахстану. Адміністративний центр — село Жанажол.
Населення — 1326 осіб (2021; 2023 у 2009, 2198 у 1999, 2085 у 1989).
Станом на 1989 рік існувала Айдарханська сільська рада (села Малий Айдархан, Мокринське, Нарік, Тендік, Факеєво). Село Нарік ліквідовано 2003 року, село Тендік — 2021 року.

## Склад
До складу округу входять такі населені пункти:
| Населений пункт     | Старі назви              | Населення, осіб (1989) | Населення, осіб (1999) | Населення, осіб (2009) | Населення, осіб (2021) |
| ------------------- | ------------------------ | ---------------------- | ---------------------- | ---------------------- | ---------------------- |
| Жанажол, село       | Мокринське               | 950                    | 1122                   | 1128                   | 824                    |
| Кіши-Айдархан, село | Малий Айдархан, Айдархан | 366                    | 277                    | 252                    | 113                    |
| Нарік, село         | -                        | 197                    | 138                    | -                      |                        |
| Сариколь, село      | Факеєво                  | 334                    | 497                    | 553                    | 389                    |
| Тендік, село        | Куйрик                   | 238                    | 164                    | 90                     | -                      |